# Foetus
Een foetus of ongeboren vrucht is een onvoldragen menselijk of dierlijk wezen in het stadium waarin gelijkenis met het volwassen stadium gaat optreden. Deze fase volgt op die van het embryo.

## Etymologie
Foetus is een eeuwenoude hypercorrectie van het Latijnse fetus (worp, het voortbrengen van jongen).

## Menselijke foetus

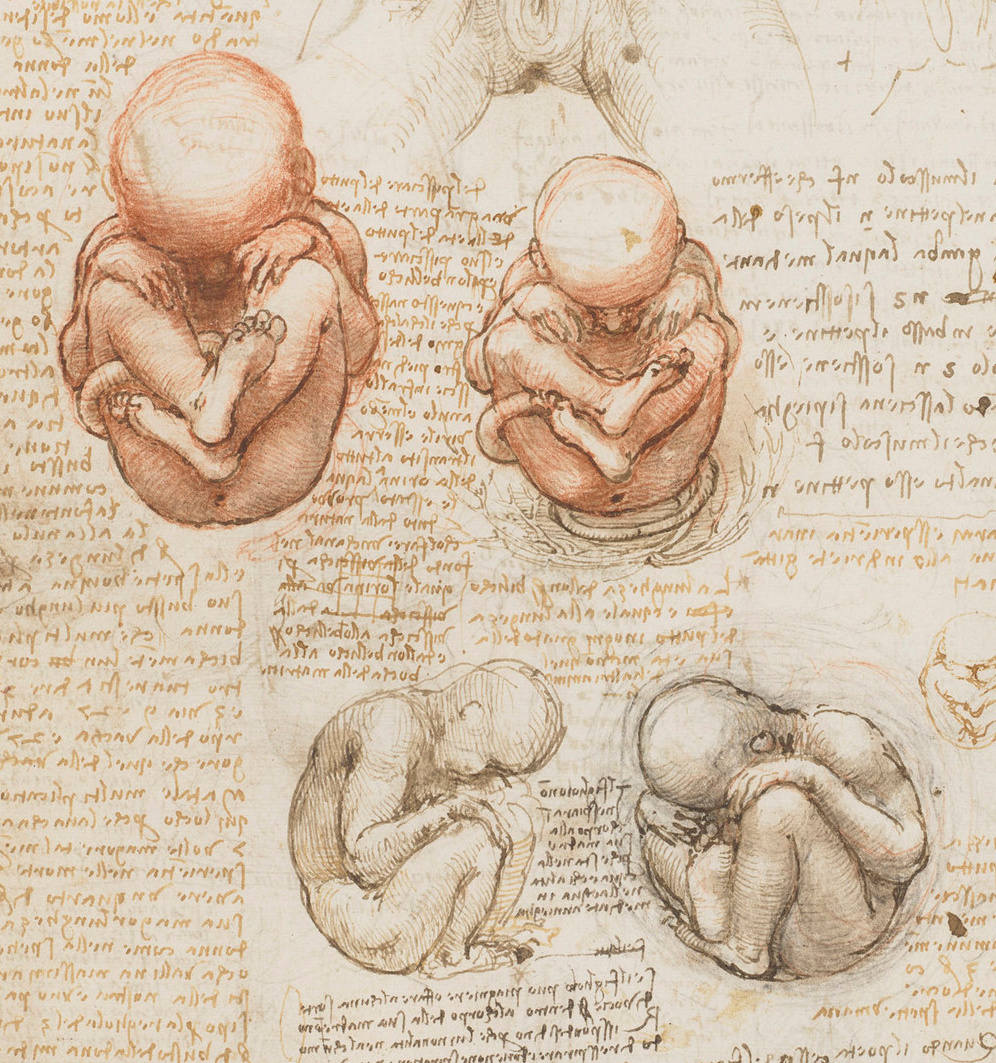
Tekening van een menselijke foetus door Leonardo da Vinci (circa 1510-1512)

Bij mensen is er sprake van een foetus vanaf een conceptionele leeftijd van 6 à 8 weken, en daarmee een postmenstruele leeftijd van 8 tot 10 weken, tot de geboorte. Deze is dan ongeveer 2,5 cm groot en weegt een paar gram. In de dertiende week is de foetus 7,4 centimeter en weegt 23 gram.
De laatste drie maanden van de zwangerschap wordt de foetus dikker en groter en bij de geboorte na 40 weken zwangerschap is het gewicht tussen 2,5 en 4 kg.
De foetale fase begint acht weken na de bevruchting. Alle belangrijke lichaamsstructuren, zoals handen, voeten, het hoofd, de organen en de hersenen, zijn al aanwezig maar ze groeien verder en worden steeds functioneler. Een foetus is niet zo kwetsbaar door omgevingsfactoren als een embryo. Toch kan een toxische blootstelling fysiologische of congenitale afwijkingen veroorzaken. Het risico op een miskraam daalt heel sterk in het begin van de foetale fase.
De onderste grens van levensvatbaarheid van een foetus daalt door de vooruitgang die geboekt wordt in de neonatologie. De twee jongste kinderen die als prematuren geboren werden zijn waarschijnlijk James Elgin Gill (geboren op 20 mei 1987 in Ottawa, Canada, na 21 weken en 5 dagen zwangerschap) en Amillia Taylor (geboren op 24 oktober 2006 in Miami, Florida, na 21 weken en 6 dagen zwangerschap). Beiden groeiden uit tot gezonde kinderen. In Nederland wordt een foetus vanaf 24 weken gezien als levensvatbaar. Dit betekent dat artsen vanaf 24 weken er alles aan zullen doen om het kindje in leven te houden. Dit wil niet zeggen dat alle kindjes het redden. Van de kindjes die met 24 weken geboren worden overleeft ongeveer 40% het, met 25 weken stijgt dit percentage al naar ongeveer 60%.

### Afbeeldingen

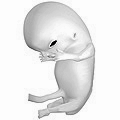
Menselijke foetus, 8 weken na de bevruchting (10 weken zwangerschap)
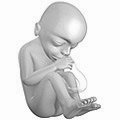
Menselijke foetus, 18 weken na de bevruchting (20 weken zwangerschap)
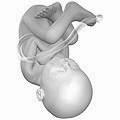
Menselijke foetus, 38 weken na de bevruchting (40 weken zwangerschap)

## Foetushouding
De foetushouding is de houding waarin de foetus zich bevindt in de moederbuik. De foetushouding wordt ook wel eihouding genoemd en wordt ook overdrachtelijk gebruikt in de psychologie, kunst, de studentenwereld en dergelijke.